# Thlaspi microphyllum
Thlaspi microphyllum là một loài thực vật có hoa trong họ Cải. Loài này được Boiss. & Orph. miêu tả khoa học đầu tiên năm 1859.